# 10021 Henja
A 10021 Henja (ideiglenes jelöléssel 1979 QC1) a Naprendszer kisbolygóövében található aszteroida. Claes-Ingvar Lagerkvist fedezte fel 1979. augusztus 22-én.